# Marila racemosa
Marila racemosa är en tvåhjärtbladig växtart som beskrevs av Olof Swartz. Marila racemosa ingår i släktet Marila och familjen Calophyllaceae. Inga underarter finns listade i Catalogue of Life.